# Neusorg
Neusorg là một đô thị ở huyện Tirschenreuth bang Bayern, Đức.